# Eiland van Benidorm
Het Eiland van Benidorm (Valenciaans: Illa de Benidorm, Spaans: Isla de Benidorm), is een eiland in de Middellandse Zee. Het ligt zo'n 3,5 km uit de kust bij de plaats Benidorm in de provincie Alicante. Het eiland is een natuurreservaat dat per boot vanuit de stad bezocht kan worden. Het wordt ook wel het Pauwen- of Vogeleiland genoemd.

Kaart
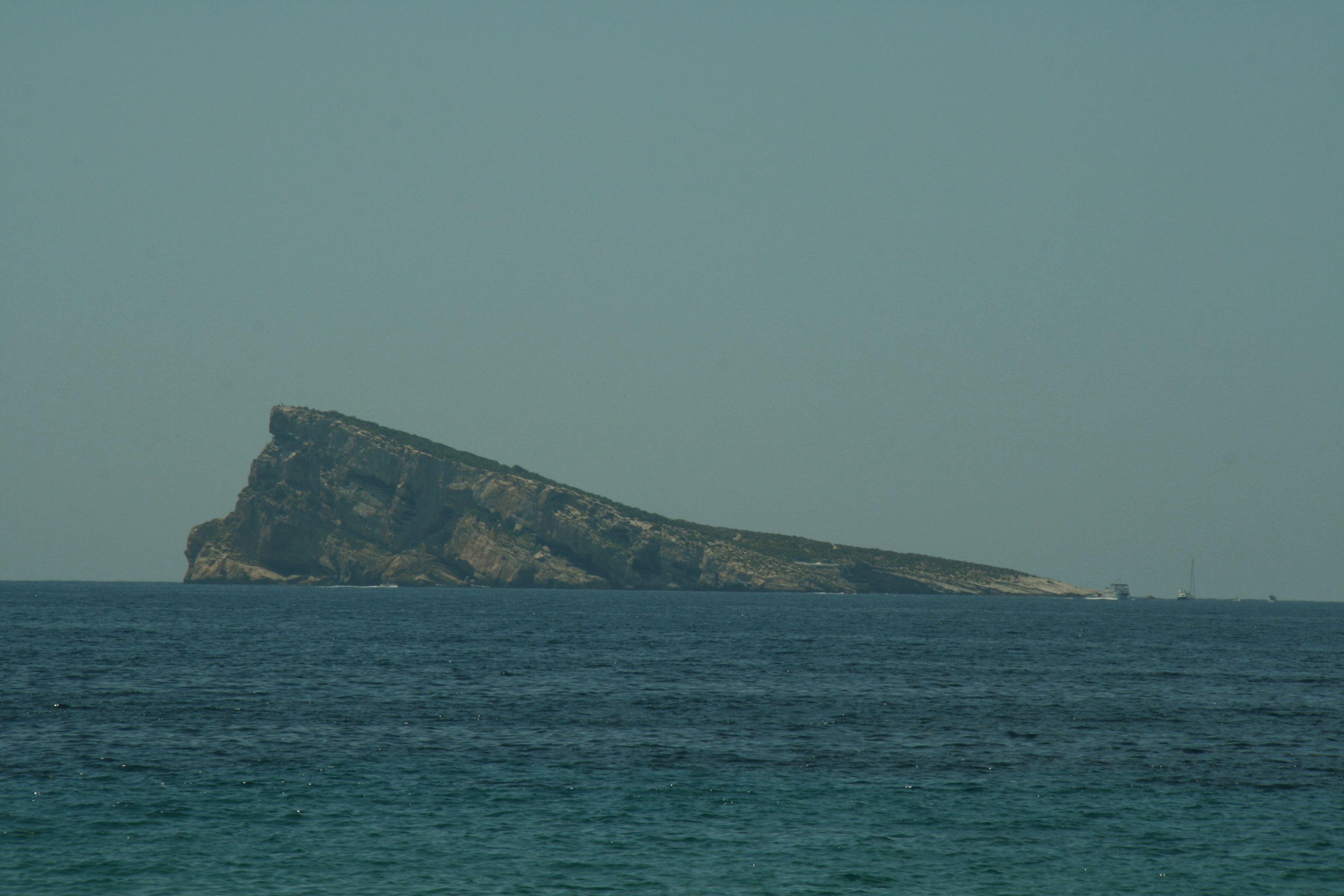
Het eiland
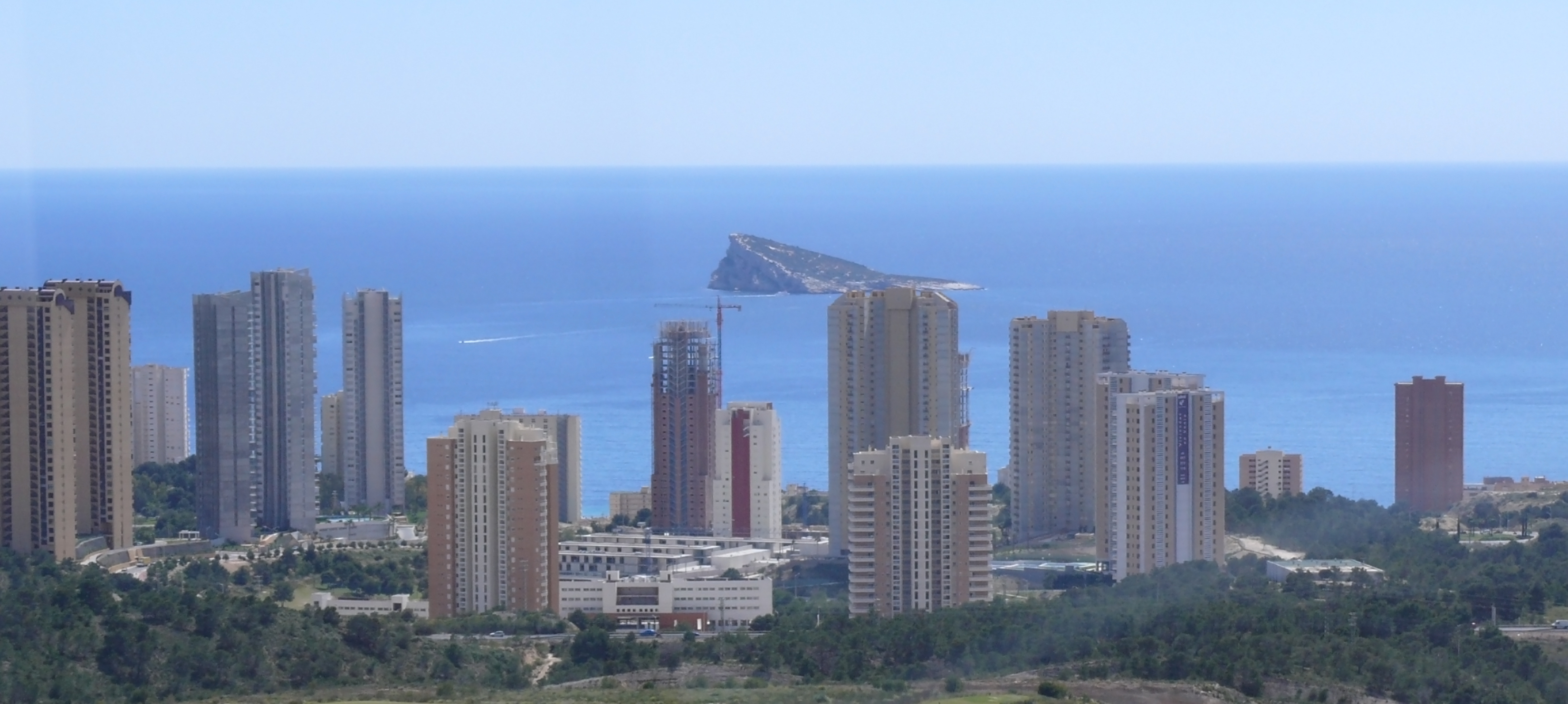
Gezicht op het eiland vanaf Benidorm